# علی العلیانی
علی العلیانی (انگلیسی: Ali Al-Aliany؛ زادهٔ ۲ مارس ۱۹۸۷) یک ورزشکار اهل عربستان سعودی است.
از باشگاه‌هایی که در آن بازی کرده‌است می‌توان به باشگاه فوتبال التعاون عربستان سعودی اشاره کرد.